# Chermignac
Chermignac település Franciaországban, Charente-Maritime megyében. Lakosainak száma 1274 fő (2022. január 1.). Chermignac Pessines, Rétaud, Saintes és Thénac községekkel határos.

## Népesség
A település népességének változása:
| Lakosok száma | 556  | 862  | 968  | 1128 | 1269 | 1254 | 1247 | 1263 | 1271 | 1274 |
|               | 1968 | 1982 | 1990 | 2006 | 2013 | 2015 | 2017 | 2019 | 2020 | 2022 |